# Kamassiska
Kamassiska är ett numera utdött språk inom den södra samojediska språkgruppen. Språket talades i Sibirien, öster om Ural. 
Språkets nedgång började redan på 1700-talet, då kamasserna allt mer uppgick i det turkspråkiga folket chakasserna.
Särskilt Matthias Alexander Castréns och Kai Donners arbeten har bevarat kunskapen om språket för vetenskapen. Efter detta utgick språkforskarna från att kamassiska var ett utdött språk, men runt 1960 uppdagades det att det faktiskt fanns en person som kunde kamassiska, Klavdija Plotnikova. Hon hade lärt sig språket som barn men i flera decennier var hon ensam om att kunna det. Den estniske språkforskaren Ago Künnap ägnade sig i flera år åt att undersöka hennes språk. I och med Plotnikovas död 1989 dog också språket. Eftersom många ljud- och videoupptagningar gjordes kan man fortfarande få en god bild av språket. 

## Språksystem
(efter det finsk-ugriska fonetiska alfabetet)
- Vokaler
  - Kamassiska hade 13 vokaler: a, e, i, o, u, ü, ä, ö, å, ǝ, ɛ, e̮ och i̮.
- Konsonanter
  - Klusiler: k, k̕, g, t, t̕, d, ď, p, ṕ, b, b̕,
  - Affrikator: s, ś, š, š̕, z, ź, ž, ž̕, c, ć, č, č̕, ʒ, ʒ́, ǯ, ǯ̕
  - Nasaler: m, ḿ, n, ń, ŋ
  - Frikativor: ɣ, x, x́, δ, f,
  - Halvvokaler: w, j
  - Lateraler: l, ĺ
  - Tremulanter: r, ŕ